# Reichardia gaditana
Reichardia gaditana là một loài thực vật có hoa trong họ Cúc. Loài này được (Willk.) Samp. miêu tả khoa học đầu tiên năm 1909.